# Ranunculus stojanovii
Ranunculus stojanovii är en ranunkelväxtart som beskrevs av Delipaviov. Ranunculus stojanovii ingår i släktet ranunkler, och familjen ranunkelväxter. Inga underarter finns listade i Catalogue of Life.